# Chloromyia formosa

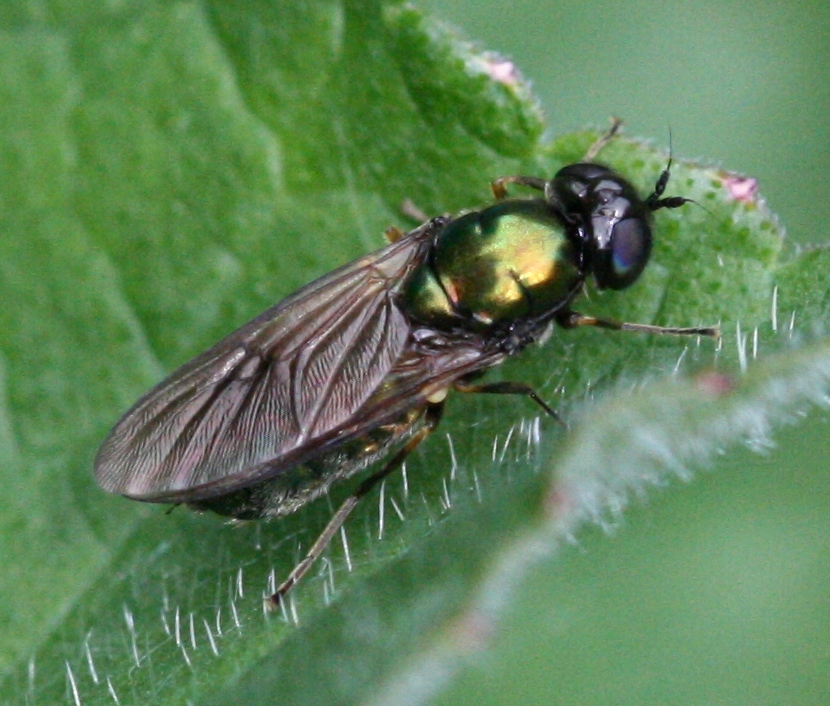
Weibchen

Chloromyia formosa ist eine Fliege aus der Familie der Waffenfliegen (Stratiomyidae).

## Merkmale
Die Fliegen erreichen eine Körperlänge von 9 bis 10 Millimetern. Ihr langgestreckter Körper ist metallisch grün gefärbt. Der halbkugelige Kopf trägt behaarte Facettenaugen, die bei den Männchen aneinanderstoßen. Das erste Fühlerglied ist länger als das nachfolgende, das dritte ist längsoval geformt, vierringelig und hat vorne dorsal eine Endborste, die an ihrer Basis bewimpert ist. Das Schildchen (Scutellum) trägt keine Dornen. Die Weibchen haben auf der Stirn oberhalb der Fühler eine Querfurche. Der Kopf ist bräunlich behaart, die Flügel sind ebenso gefärbt. Die Beine sind schwarz, nur die Knie sind gelb. 

## Vorkommen und Lebensweise
Die Art ist in Europa weit verbreitet und ist ab Ende Mai häufig in feuchten Mischwäldern an Doldenblütlern zu beobachten. Die Larven entwickeln sich in humusreichen Böden.

## Bilder

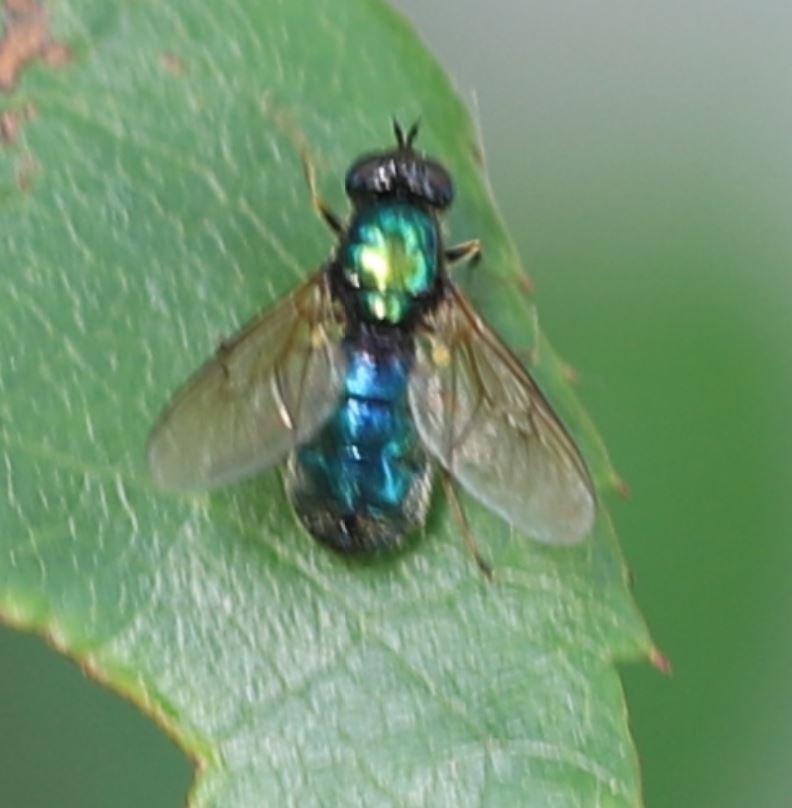
Weibchen, Dorsalansicht
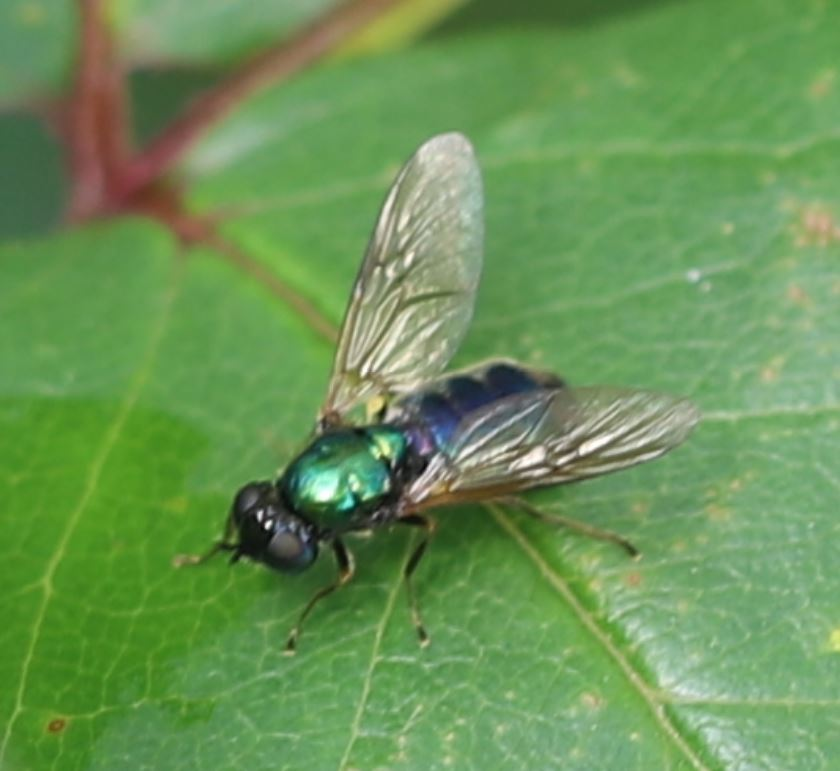
Weibchen, Ansicht von vorne seitlich